# Boulengerula denhardti
Boulengerula denhardti är en groddjursart som beskrevs av Fritz Nieden 1912. Boulengerula denhardti ingår i släktet Boulengerula och familjen Caeciliidae. IUCN kategoriserar arten globalt som otillräckligt studerad. Inga underarter finns listade.